# Styrax argyrophyllus
Styrax argyrophyllus là một loài thực vật thuộc họ Styracaceae. Đây là loài đặc hữu của Peru.